# Sericornis virgatus
Sericornis virgatus là một loài chim trong họ Acanthizidae.